# Путин. Война

Обложка доклада

«Пу́тин. Война́» — публикация с использованием материалов оппозиционного политика Бориса Немцова, которые он собирался представить как альтернативную официальной российской версию событий, связанных с военным конфликтом на Украине. После убийства Немцова 27 февраля 2015 года его соратники по партии РПР-ПАРНАС, движению «Солидарность» и оппозиционные журналисты продолжили начатую им работу.
В публикации содержатся предположения о вмешательстве России в украинскую политику и применении российских вооружённых сил при захвате Крыма и в войне на востоке Украины, дана предположительная оценка людских потерь и расходов, которые понесла российская экономика. Презентация доклада «Путин. Война» состоялась 12 мая 2015 года. В это же время было объявлено о сборе пожертвований для печати доклада массовым тиражом.
Составители позиционировали свою работу как независимый экспертный доклад.

## Структура и содержание доклада

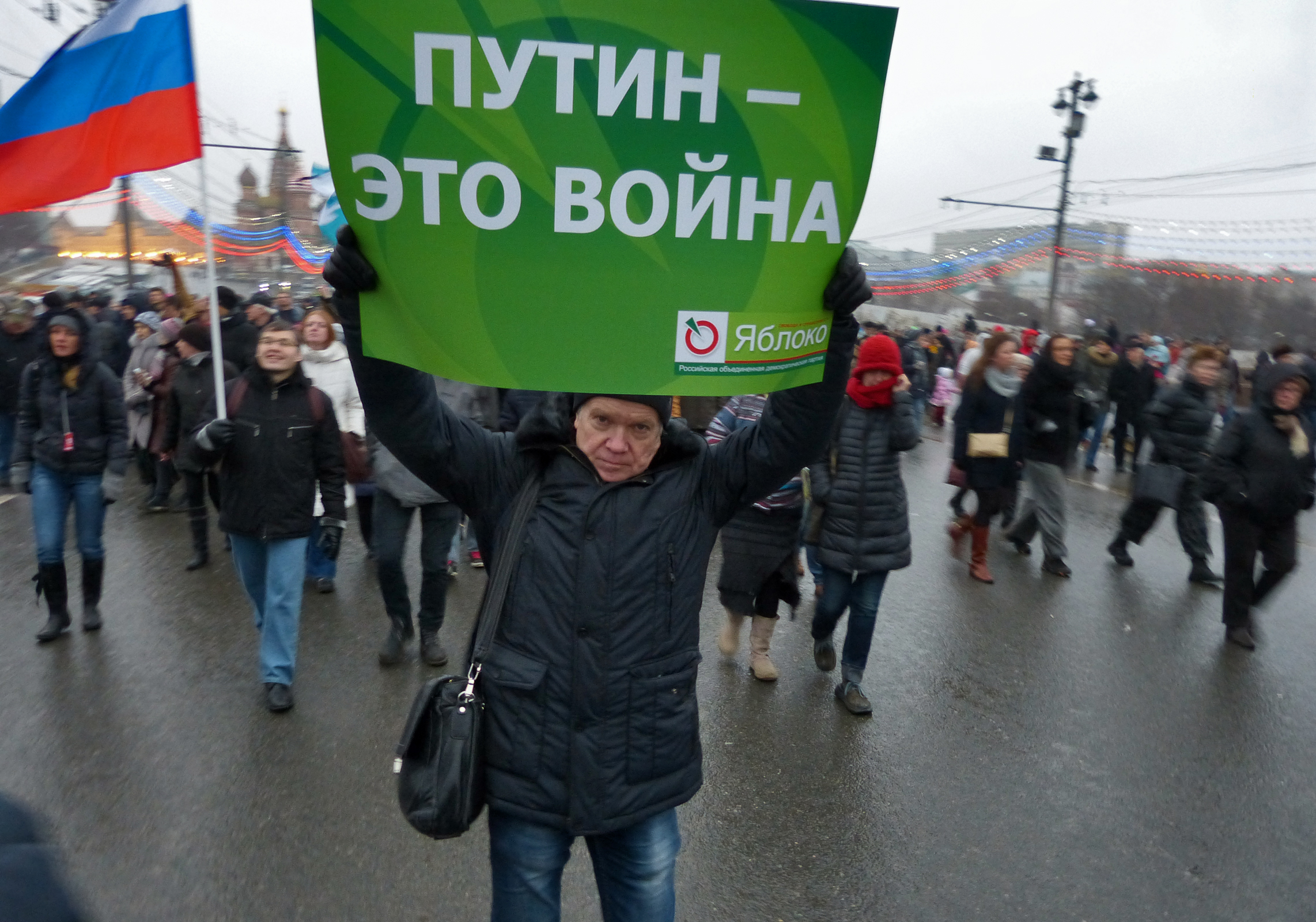
Плакат с надписью «Путин — это война» на массовом шествии памяти Бориса Немцова. Москва, 1 марта 2015 года

Эпиграфом доклада авторы сделали запись Бориса Немцова 31 января 2015 года в Фейсбуке:

Задача оппозиции сейчас — просвещение и правда.
А правда в том, что Путин — это война и кризис.

Доклад состоит из предисловия, 11 коротких глав и заключения. Объём издания — 65 страниц большого формата с 46 цветными фотографиями и 8 графиками.
Главы:
1. Зачем Путину эта война.
2. Ложь и пропаганда.
3. Как забирали Крым.
4. Российские военные на востоке Украины.
5. Добровольцы или наёмники?
6. Груз-200.
7. Военторг Владимира Путина.
8. Кто сбил Боинг.
9. Кто управляет Донбассом.
10. Гуманитарная катастрофа.
11. Сколько стоит война с Украиной.

Отдельно размещены сведения, полученные Немцовым от родственников погибших на Украине российских военнослужащих.
Главы охватывают события с начала Евромайдана, когда, по версии авторов, в Кремле был разработан сценарий «возвращения Крыма», и до начала 2015 года.
Издание Forbes-Украина приводит основные тезисы публикации.

## Авторы
После убийства Немцова авторский коллектив возглавил член политсовета РПР-ПАРНАС Илья Яшин.
Над текстом работали представители российской оппозиции: экономист Сергей Алексашенко, бывший заместитель председателя Правительства России Альфред Кох, журналисты Айдер Муждабаев, Олег Кашин и Екатерина Винокурова, члены политсовета РПР-ПАРНАС Илья Яшин и Леонид Мартынюк, а также исполнительный директор партии Ольга Шорина. Редакторами издания указаны Илья Яшин и Ольга Шорина. Кроме того, авторы выразили благодарность ещё 13 журналистам, гражданским активистами и общественным деятелям за помощь в подготовке доклада. Их полный список приведён на последней странице.
Авторы разделили работу между собой по главам. Например, крымскотатарский журналист Айдер Муждабаев написал о Крыме (глава 3), а экономист Сергей Алексашенко — о цене войны для российской экономики (глава 11). Весь доклад составлялся на основе открытых данных. По словам Яшина, был опубликован только тот материал, в котором авторы уверены на 100 процентов: «Сейчас за каждое слово доклада мы готовы отвечать где угодно, вплоть до суда». Также Яшин отметил, что собственными источниками для доклада служили «анонимные источники в российских официальных структурах»..

## Презентация доклада
Презентация доклада состоялась 12 мая 2015 года в Москве, в центральном офисе партии РПР-ПАРНАС. Перед собравшимися выступили бывший Председатель Правительства России Михаил Касьянов, исполнительный директор РПР-ПАРНАС Ольга Шорина и член политсовета РПР-ПАРНАС Илья Яшин. Событие освещалось телеканалом «Дождь» и многими зарубежными СМИ.
После Москвы презентации доклада прошли в Санкт-Петербурге, Нижнем Новгороде, Вильнюсе, Нью-Йорке, Вашингтоне и других городах.
24 июня 2015 года в ходе летней сессии Парламентской ассамблеи Совета Европы в Страсбурге европейские парламентарии совместно с российскими оппозиционерами провели круглый стол, представив на нём доклад «Путин. Война». Доклад был представлен лидером группы консерваторов в Ассамблее Робертом Уолтером, а также членом руководства оппозиционной партии РПР-ПАРНАС Ильей Яшиным и публицистом, в прошлом — вице-премьером российского правительства, Альфредом Кохом.

## Реакция российского руководства
В Кремле интереса к докладу не проявили. Пресс-секретарь президента России Дмитрий Песков в ответ на вопросы журналистов заявил: «Сейчас другие задачи, сейчас идёт рабочий график».

## Издание
В течение нескольких недель перед презентацией доклада коллеги Бориса Немцова безуспешно пытались разместить заказ на печать в типографиях. Всего им отказали 14 типографий, в том числе и та, которая печатала доклады Немцова раньше. По словам менеджера этой типографии, после публикации предыдущего доклада политика в типографию пришли налоговики с проверками, а полиция — с обысками, прослушивался даже телефон менеджера. Название типографии она просила не указывать. Доклад был в итоге напечатан минимальным тиражом (2000 экземпляров) в некой дружественной типографии, которая согласилась напечатать его без договора и при условии не упоминать своё название.
В день презентации 12 мая 2015 года доклад был также размещён в электронном виде на сайте «Путин. Итоги», где находятся и другие доклады Бориса Немцова. В тот же день на сайт была совершена DDoS-атака. Ряд СМИ поместил доклад на своих сайтах.
В тот же день был начат сбор пожертвований на печать доклада большим тиражом для распространения по всей стране, для чего был открыт счёт в Яндекс.Деньги. За первый день кампании на «Яндекс-кошелёк» поступило почти 100 тысяч руб. Для пожертвований был открыт также счёт в системе PayPal, но вскорее компания его заблокировала, мотивировав это тем, что «PayPal не предоставляет возможность пользоваться своей системой для сбора пожертвований на деятельность политических партий и политические цели в России».
23 июня Илья Яшин сообщил на своей странице в Фейсбуке, что доклад был отпечатан в России большим тиражом и отправляется в регионы.

## Оценки и критика
Обозреватель «Коммерсантъ FM» Константин Эггерт отмечает качественную работу авторов:

«Ясно, какие претензии сторонники Кремля предъявят докладу „Путин. Война“. Это, мол, компиляция данных из открытых источников, оригинального материала немного, значительная часть доказательств российского военного присутствия на Украине косвенные. Возражения эти лукавые. 
Количество косвенной информации превратилось в качество. Документа с такой концентрацией информации о войне на востоке Украины раньше попросту не было. Авторы доклада „Путин. Война“ — не только политики, товарищи Бориса Немцова, это и журналисты. Они занимались тем, к чему призывает нас профессия, — пытались докопаться до истины. В случае, например, с главой об участии в войне чеченских формирований, им это, на мой взгляд, удалось сделать весьма убедительно».

Российский журналист и публицист Андрей Пионтковский в своей статье в украинском журнале «Новое время» считает, что «доклад очень полезен, но скорее для российского общественного мнения, чем для западного. Западу эти факты были не нужны: он прекрасно знает и о присутствии российских солдат, и о российских вооружениях». Пионтковский возлагает надежды на ознакомление граждан с докладом в интернете, поскольку он опубликован на многих сайтах, а треть россиян читает о политике в интернете, но не питает иллюзий в отношении печатного тиража, распространению которого, уверен Пионтковский, власти будут всячески противодействовать.
«Разумеется, приведена только одна версия событий — киевско-вашингтонская, — оценивает публикацию издание „Pravda.ru“. — Разумеется, много места в докладе уделено якобы участию в боях на востоке Украины регулярных частей российской армии и погибших военнослужащих. <…> Ну а что касается присутствия российских граждан в рядах ополченцев — так из этого никто не делает тайны».
Глава общественной организации «Офицеры России» Антон Цветков направил заявление в Генпрокуратуру РФ с просьбой проверить доклад «Путин. Война» на наличие в нём заведомо ложной информации. Цветков считает, что факты в докладе искажены и базируются на антироссийских источниках. Он также уверен, что доклад «Путин. Война» не будет серьёзно восприниматься российским обществом. После проверки доклада Генпрокуратура сообщила, что информация в докладе «не соответствует действительности», но так как сам доклад представляет собой «подборку различных публикаций печатных и электронных СМИ и выражение личных мнений авторов», то оснований для привлечения авторов к ответственности нет.
Группа российских провластных общественных активистов и блогеров (Руслан Осташко, Олег Макаренко, Святослав Князев, Альберт Нарышкин, Роман Носиков, Александр Роджерс) представила "Антидоклад. Детальный разбор доклада «Путин. Война».

## Переводы на иностранные языки
21 мая 2015 года английский перевод и оригинальный русский текст был издан в специальном номере журнала «European Union Foreign Affairs Journal» в Германии.
При поддержке американской НПО «Free Russia Foundation» был выполнен перевод доклада на английский язык. Презентация состоялась 28 мая 2015 года в Вашингтоне.
Переводы доклада сделаны также на немецкий, французский и испанский языки. Готовятся переводы на другие языки.